# Spelmanstävling i Bollnäs 1909
Spelmanstävling i Bollnäs 1909, var en spelmanstävling i Bollnäs år 1910.

## Historik
Spelmanstävlingen i Långnäs, Bollnäs anordnades 25 juni 1909, i samband med Hälsingestämman. Till tävlingen hade det anmält sig 61 spelmän och bestod av 60 fiolspelare och en på ett annat instrument. Tävlingen ledder av professor N. Söderblom och kommunalordförande Anders Larsson, Bollnäs. Prisdomarna bestod av Sven Kjellström, Alfred Roth och häradshövdingen Nils Andersson, Lund. Till tävlingen såldes 8000 biljetter. Tävlingen avslutades 18:30 med prisutdelning delades ut klockan 21:00 på Onbacken.

## Deltagare (påbörjad)

Deltagare vid spelmanstävlingen i Bollnäs 1909.

- P. Schenell, Gnarp.[1]

## Pristagare

### Solospelning
| Pris           | Namn                           | Summa                  |
| -------------- | ------------------------------ | ---------------------- |
| 1:a pris       | Pelle Schenell, Gnarp          | 30 kronor.             |
| 1:a pris       | Carl Sved, Delsbo              | 30 kronor.             |
| 1:a pris       | Jon-Erik Hall, Hassela         | 30 kronor.             |
| 1:a pris       | Lars-Erik Forslin, Bergsjö     | 30 kronor.             |
| 1:a pris       | J. Nordell, Enånger            | 30 kronor.             |
| 1:a pris       | L. Linde, Bollnäs              | 30 kronor.             |
| 1:a extra pris | H. Hansson, Bollnäs            | 25 kronor.             |
| 1:a extra pris | Brita Häll, Ljusdal            | 25 kronor.             |
| 2:a pris       | P. Olsson, Helsingtuna         | 20 kronor.             |
| 2:a pris       | A. Lindgren, Söderhamn         | 20 kronor.             |
| 2:a pris       | J. Sundberg, Forssa            | 20 kronor.             |
| 2:a pris       | O. Larsson, Bollnäs            | 20 kronor.             |
| 2:a pris       | L. Hult, Undersvik             | 20 kronor.             |
| 2:a pris       | H. Nilsson, Alfta              | 20 kronor.             |
| 2:a extra pris | A. Jansson, Sjösveden, Bollnäs | En fiol och 10 kronor. |
| 3:e pris       | P. Snygg, Ljusdal              | 10 kronor.             |
| 3:e pris       | Kristina Nordgren, Hanebo      | 10 kronor.             |
| 3:e pris       | O. Olsson, Hög                 | 10 kronor.             |
| 3:e pris       | M. Olsson, Bollnäs             | 10 kronor.             |
| 3:e pris       | E. Ljung, Delsbo               | 10 kronor.             |
| 3:e extra pris | P. Persson, Järvsö             | En fiol och 5 kronor.  |
| 3:e extra pris | P. Persson, Simeå              | 10 kronor.             |
| 3:e extra pris | Maria Lindahl, Järsvö          | 10 kronor.             |
| 4:e pris       | J. Dahl, Simeå                 | 5 kronor.              |
| 4:e pris       | P. Ersson, Näsviken            | 5 kronor.              |
| 4:e pris       | J. Färm, Delsbo                | 5 kronor.              |
| 4:e pris       | J. Person, Bjuråker            | 5 kronor.              |
| 4:e pris       | L. J. Norin, Edsbyn            | 5 kronor.              |

### Samspelning
| Pris     | Namn                                        | Summa      |
| -------- | ------------------------------------------- | ---------- |
| 1:a pris | A. Olsson och Hans Wahlman, Alfta           | 40 kronor. |
| 1:a pris | Jon Ersson och Lillback Olof Olsson, Arbrå  | 40 kronor. |
| 2:a pris | O. Ström och L. Fredriksson, Arbrå          | 30 kronor. |
| 2:a pris | O. Bergkvist och E. Bergkvist, Järvsö       | 30 kronor. |
| 2:a pris | P. Krig och Nathan Eriksson, Trönö          | 30 kronor. |
| 2:a pris | L. Persson och A. Vallin, Bollnäs           | 30 kronor. |
| 3:e pris | E. Olsson och O. Olsson, Ovanåker           | 15 kronor. |
| 4:e pris | J. Eriksson och Manne Eriksson, Hälsingtuna | 10 kronor. |